# Erotica
Erotica es el quinto álbum de estudio de la cantante estadounidense Madonna, publicado en Estados Unidos el 20 de octubre de 1992 por Maverick y Sire Records. El álbum salió a la venta simultáneamente con su primer libro Sex, un coffee table book con fotografías explícitas de la cantante. Ambos también marcaron el primer lanzamiento de Maverick, su propia compañía de entretenimiento multimedia, que consistía en una productora de cine y una discográfica. Erotica es un álbum conceptual sobre el sexo y el romance y Madonna presentó un alter ego llamado Mistress Dita, inspirado en la actriz alemana Dita Parlo. No obstante, otras canciones también adquieren un tono más confesional y personal, influenciado principalmente por la pérdida de dos amigos de la artista a causa del VIH/sida.
Para la producción Madonna colaboró con Shep Pettibone y André Betts, a la vez que trabajaba en otros proyectos como Sex y la película A League of Their Own. Cuando la cantante se encontraba en Chicago, Pettibone le envió una cinta con tres maquetas que le gustó, por lo que en octubre de 1991 comenzaron a grabar el álbum en el apartamento del productor, en Nueva York. En las sesiones ambos tuvieron problemas durante la secuencia y, como resultado, Pettibone trataba de acelerar el proceso tan rápido como fuese posible, ya que no quería que Madonna perdiera el interés en su música. Según él, las composiciones de la intérprete eran serias e intensas y su dirección creativa los guio hacia un territorio profundamente personal. Pettibone detalló la producción del álbum en un artículo titulado «Erotica Diaries», publicado por la revista Icon.
En términos generales, el material obtuvo reseñas favorables de los críticos y periodistas musicales, quienes lo consideraron como uno de los álbumes más arriesgados de Madonna y elogiaron sus comentarios con respecto a los tabúes y el sida. Desde el punto de vista comercial, tuvo menos éxito que sus producciones anteriores: en Estados Unidos debutó en el segundo lugar de la lista Billboard 200, por lo que fue su primer álbum de estudio que no llegó a la primera posición desde su disco debut de 1983. En el resto de los mercados musicales, lideró los conteos en Australia, Finlandia y Francia y estuvo entre las primeras cinco posiciones en Alemania, Bélgica, Canadá, España, Grecia, Japón, Irlanda, Nueva Zelanda, Reino Unido y Suiza. La Recording Industry Association of America (RIAA) lo certificó con dos discos de platino y ha vendido más de seis millones de copias en el mundo.
Para la promoción del disco se publicaron seis sencillos, de los cuales la canción homónima y «Deeper and Deeper» llegaron a las diez primeras posiciones en el ranking Billboard Hot 100 de Estados Unidos. En septiembre de 1993, Madonna se embarcó en The Girlie Show World Tour, su cuarta gira musical, que visitó ciudades en Europa, América, Asia y Australia. Con el lanzamiento del álbum y del libro Sex, sumado a la participación de Madonna en la película de suspenso erótico Body of Evidence, los críticos señalaron que había ido demasiado lejos y que su carrera había terminado. En reseñas retrospectivas, Erotica ha sido considerado como uno de sus álbumes más subestimados. Slant Magazine lo calificó como uno de los mejores discos de los años 1990 y el Salón de la Fama del Rock and Roll como uno de los más revolucionarios de todos los tiempos. Además, muchos críticos señalaron la influencia del álbum en los trabajos de otras artistas como Britney Spears, Christina Aguilera y Janet Jackson, entre muchas otras.

## Antecedentes

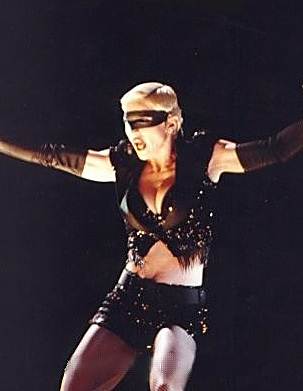
Madonna abriendo la gira The Girlie Show World Tour con la interpretación de «Erotica», tema que da título al disco y uno de los primeros en crearse

Diez años después de haber firmado su primer contrato discográfico con Sire Records, en abril de 1992 Madonna fundó Maverick, su propia compañía de entretenimiento multimedia. Consistía en un sello discográfico (Maverick Records), una productora de cine (Maverick Films) y divisiones asociadas a la publicación de música, radiodifusión, edición de libros y publicidad. El acuerdo fue una empresa conjunta con Time Warner, que pagó a Madonna un adelanto de 60 millones USD y le concedió un 20 % de regalías de sus negocios musicales, una de las tasas más altas de la industria, igualada en ese momento solo por la de Michael Jackson, que fue establecida un año antes con Sony. Madonna mencionó que imaginó a la compañía como un «grupo de reflexión artística» y lo comparó con un cruce entre Bauhaus, el «innovador» instituto de artes alemán formado en Weimar en 1919, y The Factory, el estudio de artistas y asistentes de Andy Warhol con sede en Nueva York; al respecto, declaró: «Comenzó como un deseo por tener más control. Hay un grupo de escritores, fotógrafos, directores y editores que he conocido a lo largo de mi carrera que quiero llevar conmigo donde quiera que vaya. Quiero incorporarlos a mi pequeña fábrica de ideas. También me puse en contacto con una gran cantidad de talento joven que siento que tienen algo empresarial». Los dos primeros proyectos de la empresa fueron Erotica, su quinto álbum de estudio, y un coffee table book con fotografías de desnudos de Madonna titulado Sex.
Para el álbum, Madonna trabajó principalmente con Shep Pettibone, con quien había colaborado durante la década de 1980 en varias remezclas para sus canciones y en la composición y producción de «Vogue», el primer sencillo de la banda sonora I'm Breathless, que encabezó la lista Billboard Hot 100 en 1990. Ese mismo año también trabajó con la cantante en el álbum de grandes éxitos The Immaculate Collection: coprodujo la canción nueva «Rescue Me» y se encargó de la remezcla de sus sencillos anteriores, para lo cual utilizó la tecnología de audio QSound. Dos años después el dúo se reunió nuevamente para grabar «This Used to Be My Playground», producido durante las sesiones de Erotica y utilizado en los créditos finales de la película A League of Their Own, protagonizada por Madonna. Se convirtió en el décimo número uno de la cantante en el Billboard Hot 100, por lo que pasó a ser en ese entonces la artista femenina con más entradas en la primera posición. Además de Pettibone, recibió la ayuda del productor André Betts, con quien anteriormente colaboró en «Justify My Love» de The Immaculate Collection. Madonna dijo que estaba interesada en trabajar con ellos debido a su capacidad de permanecer conectados con el dance underground; mencionó: «Vienen de extremos opuestos del espectro en términos de su estilo y enfoque musical, pero ambos están conectados con las calles y todavía son jóvenes y hambrientos».

## Desarrollo y grabación
| Recuerdo cuando Madonna y yo comenzamos a trabajar juntos en Erotica. Estábamos escuchando una de las primeras canciones en el estudio de mi casa cuando le dije «es genial, pero no es "Vogue"». Me dijo que no todas las canciones podían ser «Vogue», no todo el tiempo cada pista puede emerger como uno de los sencillos más vendidos de todos los tiempos. Estaba en lo correcto, pero de todas maneras insistí: «Supongo que siempre estoy tratando de superarme, lo que sigue debería ser mejor que el anterior». Madonna solo volteó, me miró directo a los ojos y [...] me dijo: «Shep, no importa cuán bueno sea algo, nunca puedes hacer lo mismo dos veces». —El productor Shep Pettibone en un artículo publicado por Icon. |

Pettibone construyó la base musical de las canciones de Erotica al estilo de sus remezclas, mientras Madonna compuso las letras y las melodías. Según el artículo «Erotica Diaries», publicado en la revista Icon, antes de viajar a Chicago —donde Madonna se encontraba filmando A League of Their Own— Pettibone grabó una cinta con tres maquetas, que contaron con la aprobación de la intérprete. Cuando finalizó la filmación, se reunió con el productor en Nueva York y empezaron a trabajar en las maquetas en octubre de 1991. Las primeras canciones que crearon fueron «Deeper and Deeper», «Erotica» y «Bye Bye Baby». Anthony Shimkin, asistente de Pettibone que también colaboró en la composición, mencionó que la cantante tenía un libro «lleno de letras e ideas de melodías» y se sentía «muy motivada». El horario de Madonna era esporádico ya que se reunía con Pettibone en su estudio durante una semana y luego trabajaba con Steven Meisel en Sex durante otras dos semanas. De vez en cuando, también colaboraba con André Betts para trabajar en otras pistas, entre ellas «Where Life Begins», que fue la primera que ambos compusieron para Erotica. En una entrevista con Billboard, el productor recordó que la cantante lo contactó semanas antes y le solicitó que trabajaran nuevamente; añadió: «Le respondí "sí, por supuesto". Y me dijo "encuentra un estudio. No quiero trabajar en uno muy conocido, quiero ser discreta"». De esta manera ella se encargaba de las letras y de la melodía y los productores de la música, y al final daba su opinión con respecto a los arreglos y la voz.
Al principio, a Madonna no le gustó el primer grupo de temas que había grabado, pues quería que Erotica tuviese un sonido «crudo», como si estuviese grabado en un callejón en Harlem, y no una producción llamativa que impregnara su sonido. Sumado a ello, tampoco le agradaba la producción de «Deeper and Deeper». Pettibone mencionó que trataron diferentes puentes y cambios, pero al final Madonna decidió que quería que a la mitad se escuchara una guitarra flamenca. Otro caso es el de «Erotica»: Shimkin recalcó que se hicieron hasta cuatro versiones diferentes de la canción y la original no fue tan «sensual, sexy y sucia» hasta que el equipo estuvo en el proceso de mezcla, casi al final de la producción. Fue en ese entonces cuando la cantante decidió adoptar el personaje Dita y añadió las partes habladas. Para «Bye Bye Baby» se utilizó un filtro Pultec HLF con el fin de que el sonido de su voz saliera como de una radio antigua; solo se hizo una toma y el efecto vocal filtrado se aplicó durante la grabación mientras Madonna estaba delante del micrófono cantando. También se grabaron otras dos canciones tituladas «Shame» y «You Are the One», que no figuraron en la lista de canciones, aunque ambas fueron filtradas en Internet en julio de 2014. Otros problemas surgieron durante la secuencia, por lo que Pettibone debió reparar las pistas —lo que le tomó algo de tiempo— y mantener las cosas en movimiento lo más rápido posible puesto que no quería que Madonna perdiera el interés en su música.
A medida que las grabaciones progresaban, las melodías se iban haciendo un poco más melancólicas. Sin embargo, como explica Pettibone, las historias de Madonna hicieron que las canciones tomaran una dirección creativa hacia un territorio muy personal, ya que eran más serias e intensas. Shimkin observó que tanto «Bad Girl» como «In This Life» tenían un vínculo «muy personal» con la artista y existía una simplicidad que se prestaba a «una voz y una letra vulnerables». Las sesiones retomaron en enero de 1992, cuando se grabó «Why's It So Hard», que contiene influencias del reggae. Originalmente iba a incluirse un rap de Jamaiki, un artista oriundo de Jamaica que Pettibone conoció mientras pasaba las vacaciones allí. No obstante, el plan no se llevó a cabo debido a que su voz profunda sonaba muy ronca en la pista. En marzo de ese año Madonna abandonó la producción para trabajar en su siguiente película Body of Evidence en Oregón. Poco después, Pettibone creó una maqueta llamada «Goodbye to Innocence», que no estaba completa, y le añadió una nueva línea de bajo. Cuando Madonna fue a grabar el tema, comenzó a entonar «Fever», de Little Willie John, en lugar de cantar la letra original, de manera que decidieron grabarlo pues consideraban que sonaba bien. Como no sabían la letra completa, la artista llamó a Seymour Stein de Sire Records y en una hora tuvieron disponible la versión de Peggy Lee y la original. Esta fue la última pista que se grabó en agosto de 1992 y la producción se completó unas semanas después.

## Composición
Erotica es un álbum conceptual sobre el sexo y el romance. De géneros pop y dance, presenta elementos de disco clásico, house moderno, techno y new jack swing. Madonna incorporó un alter ego llamado Mistress Dita, inspirado en la actriz alemana Dita Parlo. «Erotica», el primer sencillo y también la pista que abre el álbum, comienza con Madonna diciendo My name is Dita («Mi nombre es Dita») e invita a su amante a ser pasivo mientras le ordena Do as I say («Haz lo que digo») y lo lleva a explorar los límites entre el dolor y el placer. También se refiere a las obsesiones sexuales y ha sido descrita como «una oda al sadomasoquismo». A la canción homónima le sigue «Fever», descrita como una «nueva versión fresca y de estilo house». La tercera pista, «Bye Bye Baby», comienza con la declaración This is not a love song («Esta no es una canción de amor») y continúa haciendo preguntas sobre un amante que está a punto de dejar. En cierto punto, Madonna pregunta enojada Does it make you feel good to see me cry? I think it does («¿Te hace sentir bien verme llorar? Creo que sí»). Rolling Stone llamó a «Deeper and Deeper», cuarto tema y segundo sencillo, uno de los momentos de «disco puro» del álbum. Su puente contiene una guitarra flamenca y la letra trata sobre la obsesión sexual. Hacia el final la cantante cita unas líneas de su anterior sencillo «Vogue» (1990): You got to just let your body move to the music/You got to just let your body go with the flow («Solo deja que tu cuerpo se mueva con la música/Solo deja que tu cuerpo siga la corriente»).
En el siguiente tema, «Where Life Begins», Madonna promete al espectador enseñarle A different kind of kiss («Un tipo de beso diferente») y habla sobre los placeres del sexo oral y también hace referencia al sexo seguro. Le sigue «Bad Girl», tema que detalla sobre una mujer que prefiere estar ebria antes de terminar una relación, pues es muy neurótica como para manejarlo. La séptima canción, «Waiting», fue descrita como una de las «baladas añorables» del disco; con solo palabras habladas hace hincapié en el rechazo y el amor no correspondido, específicamente en la línea Don't go breaking my heart like you said you would («No rompas mi corazón como dijiste que harías»). Slant Magazine la catalogó como una secuela de «Justify My Love» (1990). En «Thief of Hearts», un tema «oscuro y retumbante», la intérprete usa lenguaje duro de hip hop para defenderse de una rival que busca la atención de un hombre. Comienza con el sonido de un vidrio quebrándose y Madonna gritando Bitch! Which leg do you want me to break? («¡Perra! ¿Qué pierna quieres que te rompa?») y después se burla Little miss thinks she can have his child/Well anybody can do it («Pequeña señorita cree que puede tener a su hijo/Pues cualquiera puede hacerlo»).
«Words» fue comparado con «Thief of Hearts» tanto en las letras «fuertes» como en las percusiones «pegadizas». La melodía también incluye castañeos programados y «fríos» bloques de acordes sintetizados. «Rain» es el décimo tema y quinto sencillo del álbum cuya letra compara la lluvia con los sentimientos de amor; la música incluye un crescendo en el final. «Why's It So Hard», con influencias del reggae, es considerada un llamado de solidaridad por el verso Why's it so hard to love one another? («¿Por qué es tan difícil amarnos?»). «In This Life» se compuso en memoria de los amigos de Madonna que fallecieron a causa del VIH/sida. La batería fue comparada a un reloj del apocalipsis y los intervalos del teclado con el blues «Prelude No. 2» de George Gershwin. «Did You Do It?», que cuenta con los raperos Mark Goodman y Dave Murphy como artistas invitados, no figuró en la versión limpia de Erotica por su contenido explícito. Betts afirmó que mientras Madonna estaba ausente, por diversión comenzó a rapear sobre la pista de «Waiting»; la cantante le gustó luego de haberla escuchado, por lo que decidió incluirla en el material. La última pista, «Secret Garden», es considerada la más personal en Erotica. Contiene un ritmo jazz-house y está dedicada a la vagina de la cantante, «el lugar secreto donde puede disfrutar de sí misma».

## Publicación y portada

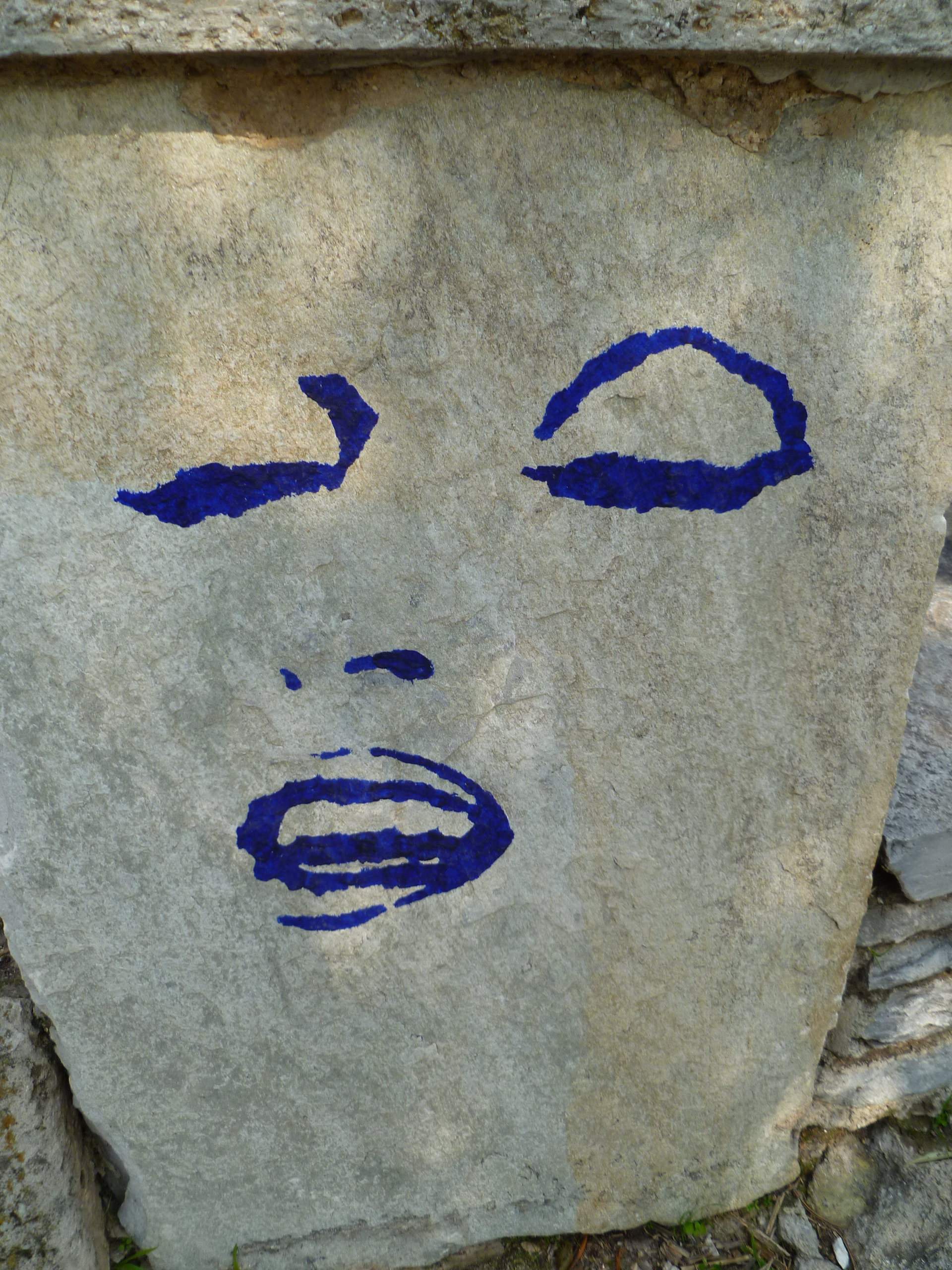
Arte urbano en Atenas (Grecia) inspirado en la portada de Erotica

Erotica fue el primer álbum de Madonna en llevar la etiqueta de Parental Advisory debido al «evidente contenido sexual» en canciones como «Did You Do It?», por lo que fue prohibido en algunos países asiáticos como China y Singapur. Por tal motivo, se crearon dos ediciones: una versión «limpia» que omitió el tema antes mencionado y la explícita con las catorce pistas y la etiqueta de Parental Advisory. Erotica se publicó en CD, LP y casete por las compañías Maverick y Sire Records. La primera fecha de lanzamiento tuvo lugar en Reino Unido, el 15 de octubre de 1992, y al día siguiente estuvo disponible en CD en el resto de los países europeos, así como en Australia y en Nueva Zelanda. El 20 de ese mes se lanzó el LP en aquellos territorios y en todos los formatos en Estados Unidos, mientras que en Japón se editó cinco días después bajo la compañía Warner Music Japan. El 13 de abril de 2012, volvió a publicarse en Europa y Oceanía en disco de vinilo, esta vez bajo la disquera Rhino, y en EE. UU. su publicación ocurrió más de cuatro años después, el 12 de agosto de 2016. Finalmente, el 19 de octubre de 2018, Warner Bros. y Maverick pusieron a la venta en Europa y Oceanía un vinilo blanco de Erotica en edición limitada.
La portada de Erotica fue tomada por Steven Meisel bajo la dirección artística de la empresa Baron & Baron Inc. (conformada por Fabien Faron y Siung Fat Tjia), quienes también participaron en el diseño y contenido de Sex. La imagen muestra el rostro «descolorido» de Madonna sobre un fondo pálido. Dentro del folleto del álbum se incluyeron un par de fotografías extraídas del libro, tales como una en la que la cantante porta vestimenta característica del sadomasoquismo mientras juega con una fusta y se lame el brazo, u otra donde se encuentra sentada, atada y amordazada. La contratapa contiene una imagen de ella chupando «felizmente» el dedo grueso del pie de un hombre. El periodista y biógrafo J. Randy Taraborrelli señaló que uno no necesitaba realmente escuchar la música para entender la intención de Madonna en Erotica, pues «si el título en sí no era un aviso, la portada del CD puso en claro la cuestión». Mark Bego, autor de Madonna: Blonde Ambition, sintió que esa imagen «desagradable» fue «demasiado», incluso para algunos de sus fanáticos. Melinda Newman, de la revista Billboard, comparó la portada con la del álbum de la banda The Darling Buds, que también se tituló Erotica y había salido a la venta dos semanas antes que el de Madonna.

## Promoción

### Sencillos
Maverick y Sire publicaron seis sencillos del álbum. El primero de ellos, «Erotica», se puso a la venta en vinilo de 7" el 29 de septiembre de 1992 y en maxi CD el 11 de octubre de ese año, a excepción de Estados Unidos, cuyo lanzamiento se dio dos días después, el 13 de octubre. Obtuvo opiniones favorables de la crítica y fue comparado con el sencillo anterior de Madonna, «Justify My Love» (1990). Desde el punto de vista comercial, alcanzó la primera posición en Italia y la tercera en la lista Billboard Hot 100, además de ocupar los diez primeros en Australia, Bélgica, Noruega, Nueva Zelanda, Países Bajos, Reino Unido, Suecia y Suiza. Poco después de su lanzamiento, la cantante libanesa Fairuz reclamó que su voz aparecía en la canción sin su consentimiento y afirmó que la letra He crucified me today —cantada en árabe— se tomó de un cántico religioso que tradicionalmente se canta durante los servicios de la Pascua. El videoclip mostraba imágenes sexualmente explícitas —rodadas durante las sesiones de Sex— diseñadas para impactar al público. Tras su estreno, MTV lo emitió solo tres veces después de la medianoche, antes de prohibirlo permanentemente. El segundo sencillo, «Deeper and Deeper», se editó en la mayoría de los países el 17 de noviembre de 1992 en 7", y en Estados Unidos el 8 de diciembre en maxi CD. La crítica alabó su sonido disco y la llamó un «clásico atemporal» de Madonna. Llegó al primer puesto en Italia y al top diez en Bélgica, Estados Unidos, Nueva Zelanda y Reino Unido. «Bad Girl» se publicó el 2 de febrero de 1993 en 7" y en Estados Unidos el 11 de marzo de ese año en maxi CD. Como reseña, Arion Berger de Rolling Stone lo llamó «cautivador». A diferencia de sus predecesores, no logró los mismos resultados comerciales y llegó a los diez primeros en Italia y Reino Unido, en las posiciones tres y diez, respectivamente. En el Billboard Hot 100 solo alcanzó el puesto número 36, lo que supuso el fin de un récord de Madonna de veintisiete top 20 consecutivos, que había iniciado con «Holiday» (1983).
«Fever» se publicó como el cuarto sencillo de Erotica únicamente en Europa y Australia el 28 de marzo de 1993; el 16 de mayo de ese año estuvo disponible un maxi CD con remezclas de la canción. La versión logró una recepción comercial favorable, pues llegó a los diez mejores en Irlanda y Reino Unido, así como a la primera posición en Finlandia. Pese a que en Estados Unidos no se lanzó de manera comercial, lideró los conteos Dance Club Songs y Dance Singles Sales de Billboard. Obtuvo reseñas variadas por parte de la prensa. Por ejemplo, David Browne de Entertainment Weekly definió la voz de la cantante como «monótona» y criticó el sonido «frío» y «remoto»; en cambio, J. D. Considine, de The Baltimore Sun, dijo que era una nueva versión «fresca» de la original y elogió su producción. El 17 de julio de 1993, «Rain» fue publicado como el quinto sencillo de Erotica en Australia y Europa y como el cuarto y último en Estados Unidos el 5 de agosto de ese año. La crítica la describió como una canción de amor «alegre» y «honesta» y la consideró uno de los mejores trabajos de la artista. Ocupó la decimocuarta posición en el Hot 100 de Billboard y los diez primeros en Australia, Canadá, Italia y Reino Unido. El último sencillo, «Bye Bye Baby», solo se lanzó comercialmente en algunos territorios el 15 de noviembre de 1993. Si bien publicaciones como Entertainment Weekly y The Baltimore Sun le otorgaron comentarios favorables, otros criticaron la voz de Madonna. Italia fue el único país donde alcanzó el top diez, específicamente en la séptima posición, y en los demás países ocupó los puestos quince en Australia, veintiocho en Suiza y cuarenta y tres en Nueva Zelanda.

### Apariciones públicas y gira

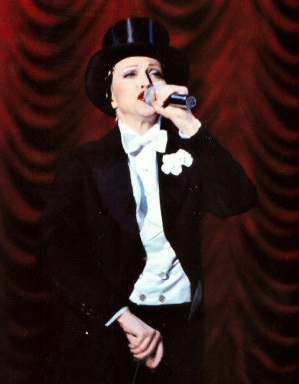
Para promover Erotica Madonna se presentó en los MTV Video Music Awards de 1993, donde interpretó «Bye Bye Baby» y lució un esmoquin con galera, tal como se aprecia en la imagen. Posteriormente, repitió esta actuación en The Girlie Show World Tour

El 22 de octubre de 1992, MTV emitió un especial titulado The Day In Madonna, un juego de palabras del título original del programa diario The Day in Rock. Presentado por Kurt Loder, detallaba la publicación simultánea del álbum y del libro Sex. La cantante también apareció en la portada de la edición de octubre de Vogue, cuyas fotografías fueron tomadas por Meisel. En enero de 1993, se presentó en el late night show Saturday Night Live e interpretó «Fever» y «Bad Girl». Tras finalizar esta última, rompió una fotografía de Joey Buttafuoco diciendo al público: Fight the real enemy! —«¡Luchemos contra el verdadero enemigo!»—. Esta acción fue una respuesta a Sinéad O'Connor, que meses antes había hecho lo mismo con una fotografía del entonces papa Juan Pablo II. Durante su visita al milésimo programa de The Arsenio Hall Show en mayo de ese año, presentó «Fever» en su versión original; una banda acompañó a la cantante, que lucía un vestido negro y fumaba un cigarrillo. Seguido de esto, cantó «The Lady Is a Tramp» (1937) con Anthony Kiedis, vocalista de la banda Red Hot Chili Peppers. El 2 de septiembre abrió la ceremonia de los MTV Video Music Awards interpretando «Bye Bye Baby». Para la actuación, ambientada en un estilo burdel y burlesque, Madonna y sus coristas Donna De Lory y Niki Haris vestían esmóquines con galeras, mientras tres bailarinas en corsés se les unían y ejecutaban una coreografía sensual y provocativa.
La promoción de Erotica continuó con The Girlie Show World Tour, que inició en septiembre de 1993 y recorrió Europa, Asia, América y Australia. La gira requirió 1500 trajes para los bailarines y el equipo y fue descrita como «una reivindicación del cabaret, el burlesque, la música negra, el circo y el disco». No obstante, al igual que sus anteriores giras, esta no estuvo exenta de polémica; la intérprete abría el concierto vestida como una dominatrix, rodeada de bailarines semidesnudos de ambos sexos. En Puerto Rico generó polémica al frotar la bandera de la isla entre sus piernas durante el concierto, y los judíos ortodoxos se manifestaron para pedir la cancelación de su presentación en Tel Aviv (Israel), aunque sus protestas no surtieron efecto. Entre los momentos más destacados se encuentran las presentaciones de «Express Yourself» (1989), que iniciaba con Madonna descendiendo desde el techo sobre una bola de discoteca gigante, y «Like a Virgin» (1984), que incluyó un vestuario inspirado en la imagen de la actriz Marlene Dietrich. Críticos y fanáticos consideraron que era su mejor gira hasta la fecha, y J. Randy Taraborrelli declaró que como cantante y artista «Madonna aún podía complacer al público». En términos comerciales, The Girlie Show recaudó 70 millones USD de 39 conciertos. El espectáculo del 19 de noviembre de 1993, realizado en el estadio Sydney Cricket Ground de Sídney, fue grabado para su posterior lanzamiento en vídeo. Titulado The Girlie Show: Live Down Under, salió a la venta en abril de 1994 y recibió una nominación en la 37.ª entrega de los premios Grammy en la categoría de mejor vídeo musical de formato largo.

## Recepción crítica
En términos generales, Erotica obtuvo comentarios positivos de los críticos y periodistas musicales. J. Randy Taraborrelli, en su biografía de la cantante, lo calificó como su «disco más promiscuo» y añadió que «musicalmente era un crisol de música urbana de los años noventa —hip hop y house mezclado con un rhythm and blues más convencional, basado en sintetizadores». La autora Lucy O'Brien, en su libro Madonna: Like an Icon, explicó que se trataba de «una desviación extrema» de sus trabajos anteriores, dado que mostró a una Madonna virando hacia una dirección más oscura y experimental. Concluyó que se trataba de uno de sus trabajos «más valientes y personales». En su reseña para Rolling Stone, Arion Berger elogió su sonido «frío y remoto» y agregó que «es todo lo que se le ha acusado [a Madonna] de ser —meticuloso, calculado, dominante y artificial. Acepta esos cargos y responde con un álbum brillante para probarlo». De Billboard, Paul Verna declaró: «No dejes que su título te engañe, [Erotica] es su colección más variada y creativamente desafiante hasta la fecha». Joel Lynch, de la misma publicación, observó que «muestra la creciente disposición de Madonna para ampliar sus horizontes en términos de temas y técnicas de estudio». Stephen Thomas Erlewine de Allmusic lo llamó «ambicioso» y uno de los mejores y más logrados trabajos de la intérprete. Phil Sutcliffe, de la revista Q, le otorgó tres estrellas de cinco y redactó: «La mayor sorpresa es "Deeper and Deeper", que puede ser confundida con un tributo a Kylie. Sin embargo, la sustancia de Erotica reside en un rango de canciones directas, casi íntimas, basadas no en la idea del sexo, sino en la experiencia de otras relaciones». Para Stephen Sears, del portal Idolator, se trata del disco más rococó de Madonna y elogió sus «sonidos extraños y sentimientos oscuros». El crítico musical y periodista Robert Christgau le otorgó una «A» y declaró que «[Madonna] no tiene una gran voz, porque no la necesita (para esta ocasión). Tiene todo el control [y] las letras no son tontas».
Escribiendo para The Independent, Giles Smith elogió la voz de la cantante; «Erotica es el escenario más satisfactorio que ha encontrado para su voz. [...] Aquí, generalmente la escuchas cantar sin respaldo, una idea audaz, dado que, en sus primeras grabaciones, [ella] sonaba como alguien con poca aptitud natural». Charles Aaron de Spin señaló que el disco era una «observación valerosa e irreprochable sobre la fría y trágica indiferencia del sexo en tiempos del sida». Justin Chadwick, del portal Albumism, lo llamó «un álbum conceptual del calibre más cautivador, aunque no compartas o simpatices con la perspectiva de Madonna. [...] Si bien su debut de 1983 ciertamente incorporó inspiraciones de las discotecas, Erotica fue su primer álbum que la encontró abrazando de todo corazón el hedonismo y las influencias derivadas de la pista de baile». Alfred Soto, de Stylus Magazine, destacó que «cada pista dance emite su propia energía idiosincrásica; hay más texturas inesperadas en Erotica que en cualquier otro álbum de Madonna. [...] Desafortunadamente, demostró ser demasiado sofisticado para una sociedad mainstream dominada por The Bodyguard». Tony Power de Blender destacó a «Erotica», «Deeper and Deeper» y «Rain» como las más sobresalientes y concluyó: «Que las solistas (a excepción de Millie Jackson) nunca hayan hecho algo tan fuerte, hace de Erotica algo increíble y, también, excitante». El editor de Yahoo! John Myers afirmó que musicalmente era una de sus mejores obras, combinado con arreglos musicales «igualmente astutos», y que ofrece «una mirada inteligente a los tabúes que nos han enseñado a tener miedo de hablar». J. D. Considine de The Baltimore Sun declaró que lo más sorprendente de las canciones es que en ellas Madonna canta de amor, no de sexo. La revista mexicana Expansión opinó que mostraba a la cantante «desnuda por dentro y por fuera» y citó a «Rain», «Deeper and Deeper» y «Why's it So Hard» como «imprescindibles en su repertorio». Anthony Violanti, de The Buffalo News, criticó el anteúltimo tema del álbum, «Did You Do It?», por «romper la continuidad musical y fracasa[r] en todos los niveles». Para el autor italiano Francesco Falconi, en Loco por Madonna. La Reina del Pop, representó una nueva transformación para la artista porque «se abandonan las baladas, la música dance y las canciones pegadizas para explorar sonidos alternativos en los que [Madonna] canta y habla, en un rap que a veces parece un poco forzado». Reece Shrewsbury, del portal WhatCulture, se refirió a Erotica como un álbum «increíblemente ambicioso y provocativo» y recalcó que si bien «puede no tener tantas pistas destacadas, debido a su fuerte enfoque en sus conceptos primordiales y su cohesión, es una escucha increíblemente sólida y consistente». Mientras que Nicolás Alvarado, de Letras Libres, lo llamó «osadísimo», para Gabriel Orqueda de la revista argentina Silencio, se trató de «un balance perfecto de lo sucio y lo sofisticado».
De Slant Magazine, Eric Henderson lo llamó «su álbum más oscuro y más políticamente gratificante, que reveló una comprensión completa de la bipolaridad de la experiencia gay en la era del sida». Eva Cañada, de i-D, opinó que «Erotica no es un álbum sin defectos, pero es fascinante y está lleno de imágenes e ideas provocativas e inspiradoras». Samuel Murrian, de la revista Instinct, sostuvo que «no todas [las canciones] son una obra maestra, pero la que cierra el álbum, "Secret Garden", sí que lo es. Y podría decirse que "Deeper and Deeper" es igual de buena o mejor que "Vogue"». Aunque Sebas E. Alonso de Jenesaispop criticó la duración de algunas de las canciones, opinó que «la producción es elegante y aguanta el paso del tiempo con dignidad, convirtiéndose, no sabría decir en qué momento, en un disco de culto para todos sus fans».  Sergio del Amo, del mismo sitio, dijo que se trataba de una «obra incomprendida» y que «por el simple hecho de lanzar el tema homónimo como primer single hay que respetar este disco tan arriesgado». Eduardo Viñuela, Igor Paskual y Lara González, autores de Bitch She's Madonna: La reina del pop en la cultura contemporánea, opinaron que era un «álbum elegante, de buena factura, pero resulta algo tedioso por momentos». Alejandra Torrales, del sitio mexicano Sopitas, lo calificó como uno de los mejores discos de la artista y prosiguió: «Es una verdadera joya en cuanto a tendencias musicales se refiere. [...] Si lo escuchas de principio a fin, te lleva por un viaje súper relajado y sensual gracias a los ritmos electroacústicos, con percusiones parecidas a goteos de agua y pequeños tintineos». Ignacio Gomar del periódico El País lo nombró «oscuro, casi underground, con letras agresivas interpretadas por Madonna casi recitando entre susurros e incluso coqueteando con el hip hop y con el jazz». Un editor de la revista inglesa Gay Times declaró que «musicalmente, suena bastante anticuado, pero las letras y los temas, incluida una canción desgarradora sobre amigos perdidos por el sida, se adelantaron a su tiempo». Si bien Peter Buckley, autor de The Rough Guide to Rock, opinó que se trataba de un disco «bastante bueno», remarcó que también era un «poco repetitivo» en cuanto a temática. De modo similar, Kyle Anderson de MTV escribió que debido a que «el contenido está tan obsesionado con el sexo, la música [en Erotica] a menudo se queda corta, pero es uno de los álbumes más fuertes de la carrera de Madonna». Anthony Violanti expresó que, si bien era un álbum «fascinante» con «mucho que admirar», «su mayor fracaso, como de costumbre, es que las obsesiones sexuales de Madonna eclipsan la música».
En críticas más variadas, James Hall de The Daily Telegraph opinó que «[Erotica] carece de la alegría de True Blue, la perfección pop de Like a Prayer y la majestuosidad de Ray of Light». Sal Cinquemani de Slant Magazine llamó la voz de Madonna «nasal y remota» y remarcó que «los ritmos de Pettibone están fechados con el sonido de un género que gobernó una década de artistas de un solo éxito, antes de ser reemplazado por el hip hop comercializado». No obstante, le otorgó cuatro estrellas de cinco. De NME, Priya Elan dijo que «cambiar a Patrick Leonard por el productor dance Shep Pettibone fue un movimiento audaz que no dio frutos en su totalidad. Los ritmos house duros de Erotica reflejaron de manera brillante el contenido lírico sexualmente explícito de temas como "Deeper and Deeper" y "Thief of Hearts", pero fueron demasiado para un álbum entero». Una reseña negativa provino de David Browne, de Entertainment Weekly, quien le dio una calificación de «C+» y lo llamó «posiblemente, la música dance más deprimente que jamás se haya hecho». Stephen Holden del New York Times también fue negativo y declaró que Erotica estaba lejos de ser su mejor álbum, debido a que muchas de sus canciones carecían de la «amplitud musical y agilidad confesional de Like a Prayer, el disco que la estableció como una compositora pop madura». Charlotte Robinson de PopMatters declaró que hasta ese momento, «Madonna siempre había alardeado de su sexualidad, pero por primera vez no había sentido de diversión, por lo que [Erotica] parecía algo... siniestro». Por último, Deborah Walker del Sun-Sentinel escribió que «lo que pudo haber sido una oportunidad para reafirmar sus habilidades musicales ante millones, se desperdicia en un set mediocremente cargado de material banal diseñado para escandalizar a sus detractores. [...] Sin una melodía pegadiza, Erotica se basa prácticamente en una fantasía sexual abierta, un tema que [ella] ha explotado públicamente y hasta el cansancio». Concluyó diciendo que no había ninguna canción que estuviera «a la altura» de «Vogue» o de sus éxitos anteriores.

## Recepción comercial

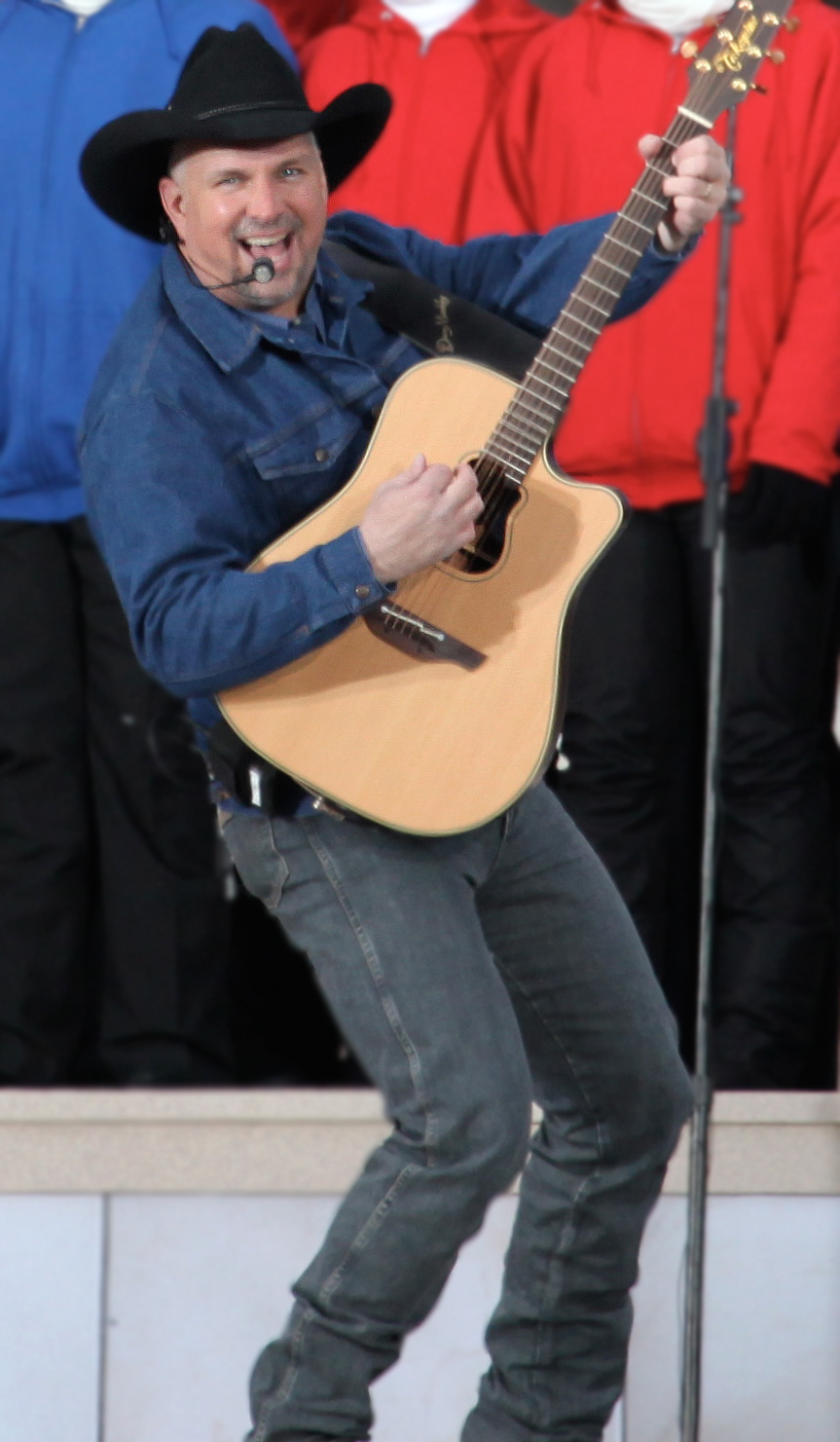
En Estados Unidos, Erotica debutó en la segunda posición de la lista Billboard 200, por detrás de The Chase de Garth Brooks (fotografía)

En Estados Unidos, Erotica debutó en el segundo lugar del Billboard 200 el 7 de noviembre de 1992, con 167 000 copias vendidas en sus primeros siete días, por lo que fue su primer álbum de estudio que no lideró el conteo desde Madonna, su primer disco publicado en 1983. The Chase de Garth Brooks, que esa misma semana había vendido 4000 copias más que Erotica, impidió que ingresara a la primera posición. En la edición siguiente descendió al cuarto lugar y permaneció en total 53 semanas en la lista. El 6 de enero de 1993, la Recording Industry Association of America (RIAA) lo certificó con dos discos de platino por el envío de dos millones de unidades. Según Nielsen SoundScan, para diciembre de 2016 el disco había vendido 1 905 000 copias en el país, cifra que no incluye las ventas en clubes de música de la empresa BMG, donde se registraron 84 000 ejemplares más.
En Canadá debutó en la séptima posición de la lista oficial de RPM el 7 de noviembre de 1992, y una semana después alcanzó la cuarta. En total estuvo 29 semanas y fue certificado con dos discos de platino por parte de Music Canada (MC), tras haber distribuido más de 200 000 copias. En ese mismo país Erotica también ingresó a la lista elaborada por la revista The Record, donde se ubicó en el tercer puesto el 21 de noviembre. En Argentina y en Brasil, pese a que no ingresó a sus respectivas listas, fue certificado con un disco de platino y uno de oro por la Cámara Argentina de Productores de Fonogramas y Videogramas (CAPIF) y Pro-Música Brasil, respectivamente.
Erotica gozó de mayor éxito en Australia, donde permaneció dos semanas seguidas en la cima del ranking oficial y obtuvo tres discos de platino por parte de la Australian Recording Industry Association (ARIA), tras comercializar más de 210 000 copias. Sin embargo, en Nueva Zelanda solo llegó al quinto puesto y permaneció trece semanas en total. En la lista Music Labo Chart de Japón, ingresó en el cuarto sitio y la Recording Industry Association of Japan (RIAJ) le entregó dos discos de platino por haber vendido 400 000 copias hasta noviembre de 1994. En Sudáfrica alcanzó la posición veintiocho y, tras comercializar 25 000 unidades, la Recording Industry of South Africa (RiSA) le entregó un disco de oro.
En los mercados europeos, Erotica llegó a lo más alto en Finlandia y Francia, así como en la lista European Top 100 Albums elaborada por la revista Music & Media. En el UK Albums Chart, entró por primera vez el 24 de octubre de 1992 en la segunda posición —detrás de Glittering Prize 81/92 de la banda escocesa Simple Minds—. Se mantuvo allí otras dos semanas más y en total permaneció unas 39. El 1 de junio de 1993, la Industria Fonográfica Británica (BPI, por sus siglas en inglés) lo certificó con dos discos de platino por el envío de 600 000 copias. El álbum ocupó el puesto dos en Dinamarca e Italia, mientras que en Alemania, Bélgica, España, Grecia, Irlanda y Suiza estuvo entre los cinco primeros. En total, Erotica ha vendido más de seis millones de copias en el mundo.

## Premios y nominaciones
Tanto Madonna como toda la era Erotica —el disco, los sencillos, la gira y el álbum en vídeo— obtuvieron reconocimientos en varias ceremonias de premiación de Estados Unidos y de otros países. A continuación se presenta una tabla con los premios y nominaciones:
| Año  | Trabajo nominado                  | Premios                          | Categoría                            | Resultado | Ref.    |
| ---- | --------------------------------- | -------------------------------- | ------------------------------------ | --------- | ------- |
| 1992 | Madonna                           | Bravo Otto                       | Premio de plata - artista femenina   | Ganadora  | [ 144 ] |
| 1992 | Madonna                           | Rockbjörnen                      | Mejor artista internacional          | Ganadora  | [ 145 ] |
| 1992 | Madonna                           | Smash Hits Poll Winners Party    | Mejor solista femenina               | Ganadora  | [ 146 ] |
| 1992 | Madonna                           | Smash Hits Poll Winners Party    | Artista más atractiva                | Ganadora  | [ 146 ] |
| 1993 | Madonna                           | Bravo Otto                       | Premio de bronce - artista femenina  | Ganadora  | [ 147 ] |
| 1993 | Madonna                           | Brit Awards                      | Artista solista internacional        | Nominada  | [ 148 ] |
| 1993 | Madonna                           | Japan Gold Disc Awards           | Artista del año                      | Ganadora  | [ 149 ] |
| 1993 | Erotica                           | Japan Gold Disc Awards           | Mejor álbum del año - pop            | Ganador   | [ 149 ] |
| 1993 | Erotica                           | Billboard Billie Awards          | Publicación de consumo (música)      | Ganadora  | [ 150 ] |
| 1993 | Erotica                           | Billboard Billie Awards          | Publicación comercial (música)       | Nominada  | [ 151 ] |
| 1993 | Erotica                           | Billboard Billie Awards          | Publicación de consumo (minorista)   | Nominada  | [ 151 ] |
| 1993 | «Rain»                            | MTV Video Music Awards           | Mejor dirección de arte              | Ganador   | [ 152 ] |
| 1993 | «Rain»                            | MTV Video Music Awards           | Mejor cinematografía                 | Ganador   | [ 152 ] |
| 1993 | The Girlie Show World Tour        | Pollstar Concert Industry Awards | Producción de escenario más creativa | Nominada  | [ 153 ] |
| 1994 | The Girlie Show - Live Down Under | CableACE Award                   | Mejor especial musical               | Nominado  | [ 154 ] |
| 1995 | The Girlie Show - Live Down Under | Grammy Awards                    | Mejor vídeo musical de formato largo | Nominado  | [ 155 ] |

## Legado
El Salón de la Fama del Rock and Roll lo consideró uno de los álbumes más revolucionarios de todos los tiempos y declaró que «pocas artistas, antes o después de Erotica, han sido tan francas acerca de sus fantasías y deseos. Madonna dejó claro que la vergüenza y la sexualidad se excluyen mutuamente. Al final, Erotica abrazó y defendió el placer, y se mantuvo a la vanguardia de la revolución sexual del pop». Eric Henderson, del equipo de redacción de Slant Magazine, lo incluyó en el puesto número 28 de los 100 mejores álbumes de la década de 1990 y lo llamó «una obra maestra oscura». De Entertainment Weekly, Miles Raymer dijo que era «en retrospectiva, su álbum más fuerte; producido en la cima de su poder y provocación [...] ayudó a elevarla de mera estrella pop a ícono que definió una era». Joel Lynch de Billboard declaró: «Si sus trabajos anteriores fueron una invitación a celebrar la sexualidad sin vergüenza, Erotica fue un desafío —por parte de Dita Parlo, la implacable personalidad dominatrix de Madonna— para presenciar, y quizá incluso disfrutar, de los tabúes sexuales de la sociedad. En el pasado, ya había hablado sobre la mirada masculina, pero aquí no solo devolvió la mirada, sino que convirtió al mundo entero en su sub». Néstor Villamor, del diario digital español The Objective, destacó que «el tiempo ha demostrado la influencia que ha tenido Erotica, tanto por el salto creativo que presentaba su música como porque, con los años, el público mainstream ha aceptado que las mujeres también pueden hablar de fantasías sexuales sin convertirlas en hazmerreír». De manera similar, Reece Shrewsbury de WhatCulture dijo que se trató de «un gran paso para la liberación sexual de las mujeres», opinión que compartió Daryl Deino de Inquisitr, que además lo llamó «un momento revolucionario para el feminismo». Kurt Loder sostuvo que, si bien Madonna no fue «la primera en explotar su sensualidad», ayudó a que las mujeres pudieran «salirse con la suya» al ser «sexualmente francas». Justin Chadwick afirmó que fue «innegablemente revolucionario», dado que «deconstruyó» los tabúes sexuales y «evangelizó» la libertad sexual.
Según J. Randy Taraborrelli, tras el lanzamiento del álbum «gran parte de la sociedad parecía reexaminar su sexualidad. Los temas relacionados con los derechos de los homosexuales estaban en la vanguardia de las discusiones sociales a nivel mundial, así como la creciente conciencia del sida. Una generación parecía cada vez más curiosa de explorar, sin culpa, vergüenza o reparo, una parte diferente de la vida, algo más provocativo, tal vez más oscuro». Para Gay Times supuso «uno de los mayores ataques a la América blanca, cristiana y de clase media por parte de la música pop». Barry Walters de Rolling Stone notó que la mayor contribución del álbum fue que «abrazó lo "otro", que en este caso fue lo queer, la cultura afroestadounidense, el feminismo de tercera ola, el exhibicionismo y las perversiones. Madonna tomó lo que estaba marginado durante la peor epidemia del sida, lo colocó en un contexto emancipado y lo introdujo para ser visto y escuchado por todos». Chadwick añadió que fungió como «una llamada de atención muy necesaria para los conservadores y sexualmente reprimidos, particularmente en los notoriamente puritanos Estados Unidos de América». En su libro Striptease Culture: Sex, Media and the Democratization of Desire, Brian McNair escribió que tras el lanzamiento del álbum empezaron a surgir libros académicos sobre el «fenómeno Madonna», a la vez que grupos feministas «pro y antiporno» hicieron de ella «un símbolo de todo lo bueno o malo (según su punto de vista) de la cultura sexual contemporánea». Para Stephen Sears de Idolator se trató de un «desafío al pop tradicional» que marcó su periodo «más oscuro y más profundo», mientras que para Bianca Gracie, del canal de televisión Fuse, fue uno de los «más polémicos y definitorios en la historia del pop» y el que «cambió el mundo de la música pop para siempre».
Sergio del Amo de Jenesaispop dijo que su «concepto lascivo (y ya no digamos en el libro de fotografías Sex) fue del todo pionero para la historia del pop». Matthew Jacobs del HuffPost sostuvo que tanto el libro como el álbum «fueron un golpe doble que podrían haber destruido la carrera de Madonna. No todos los días los cantantes pop hacen autoestop desnudos y viven para contarlo». En la revista colombiana Shock, José Plata mencionó que el álbum mostró «un antes y un después no solo musicalmente, también en sus decisiones empresariales». Afirmó que con Erotica y la compañía de entretenimiento Maverick, «el mundo conoció a la Madonna que estaba lista para ofrecerle al mundo algo más que una imagen enfocada al pop. Era el pop hecho lascivia y mercado, porque sí, el sexo vende y que lo tuviera presente en su obra, era un sello de garantía». Ignacio Gomar de El País declaró que  «Erotica y sobre todo Sex alejaron a buena parte del público. Madonna pasó de ser una diva para todos a una artista más experimental y solo para adultos. Concretamente los adultos más liberales, y dentro de estos el colectivo LGBT». Concluyó que «sigue siendo la expresión más audaz de la sexualidad femenina en la historia de la música». Sal Cinquemani de Slant Magazine comentó:
En 1992, Madonna era un ícono —intocable, literal y figurativamente— y Erotica fue la primera vez que su música tomó un tono decididamente combativo, incluso amenazante, y la mayoría de la gente no quiso escucharlo. El desasosiego irrefutable de Erotica probablemente dice más sobre la mentalidad «sexo=muerte» de principios de los años 1990 que cualquier otro documento musical de la época. Esta no es Madonna en su cenit creativo. Esta es Madonna en su punto más importante, más relevante. [...] Nadie más en la cultura popular de aquella época se atrevió a hablar de sexo, amor y muerte con tal franqueza y valentía.
| La sexualidad [no era] algo que las mujeres pudieran explorar o admitir abiertamente, y creo que es parte de la evolución de la mujer en el negocio del entretenimiento y en el mundo [...] Estoy feliz de haber abierto las puertas para todas esas chicas. —Madonna hablando sobre la relación que tiene la sociedad con la sexualidad femenina, y de su influencia en la nueva generación de artistas. |

Eduardo Viñuela, Igor Paskual y Lara González comentaron que «sin ser Erotica uno de sus discos más vendidos, sí ha terminado por ser el más influyente, el que más ha marcado la forma de hacer música de las grandes estrellas femeninas de la actualidad». Opinión que compartió Walters de Rolling Stone, quien destacó la influencia del álbum en artistas como Britney Spears, Christina Aguilera, Pink, Lady Gaga, Nicki Minaj, Ariana Grande, Tove Lo y Cardi B y afirmó que «estableció el modelo para el pop moderno. [...] Sin Madonna, el pop moderno tal como lo conocemos sería inimaginable». Los críticos también notaron influencias de Erotica en los álbumes Janet (1993) y The Velvet Rope (1997), de la cantante estadounidense Janet Jackson; Daryl Easlea de la BBC citó a este último y mencionó que se asemejaba al de Madonna en términos de estilo y temas. El músico Doug Wimbish opinó que la cantante forjó un camino para la próxima generación de artistas pop: «Impuso su punto de vista como mujer y lo llevó a primera plana en serio. Eso estableció la plantilla para todas las Christinas, Britneys y Beyoncés». Joe Lynch de Billboard escribió que Erotica ocupa un «lugar crucial» en el panteón del pop, pues estableció un «plan de acción en las décadas venideras para que los cantantes sean francos rehuyendo de la explotación». Jeni Wren Stottrup, de Portland Mercury, compartió esta opinión y expresó que no solo debería ser reconocido como uno de sus mejores trabajos, sino también como «un recordatorio de la verdadera valentía que hizo de Madonna un ícono». De modo similar, Chadwick dijo que se trató de una obra «valientemente feroz» que «solo Madonna pudo haber hecho. Nadie se ha acercado a replicarlo y nadie lo hará nunca».
Erotica permanece como el álbum más tergiversado y con la mayor reacción negativa de la carrera de Madonna. Taraborrelli reconoció que era lamentable que estuviese «históricamente vinculado a momentos desfavorables» en su carrera y aseguró que debía ser reconocido por sus propios méritos, no solo como algo relacionado con los otros dos proyectos más explícitos de la artista —el libro Sex y la película Body of Evidence—, ya que «tiene un verdadero valor». Cuando se le preguntó cuál había sido su mayor decepción profesional, Madonna respondió: «El hecho de que mi álbum Erotica se pasara por alto a causa del libro Sex. [...] Eso me decepcionó, pero no estoy decepcionada con el disco en sí [...] cada crítica de la película o del álbum fue realmente una reseña del libro. Era obvio, ni siquiera estaban hablando de las canciones o de la música [...] fue una pena, pero lo entendí». Wimbish señaló que estuvo adelantado a su tiempo: «Madonna fue lo suficientemente artista para tomar los tonos y matices de lo que estaba pasando y poner un concepto junto. No fue solo intentar hacer un disco. Tenía Maverick, había hecho el libro, la película Dick Tracy, salió con un actor de renombre de Hollywood (Warren Beatty). Este fue su primer disco con su concepto. Solo que asustó a todo el mundo. Puso al sistema boca abajo por un momento y [la sociedad] tuvo que enfrentarlo». Shrewsbury opinó que el público «simplemente no estaba listo para ver a una estrella pop, que alguna vez tuvo una imagen clara, tomar posturas tan provocativas». McNair observó que la cantante tomó un riesgo financiero con el álbum y que no fue hasta el lanzamiento de Ray of Light (1998) que sus ventas e ingresos regresaron a niveles «pre-Erotica», pero concluyó que «lo que perdió en pagos de regalías, lo compensó con influencia cultural». Federico del Val de Indie Hoy comentó que supuso «tal vez el único momento en el que [Madonna] no actuó en función de su figura de ícono o de producto de consumo masivo, convirtiéndose por primera vez en una artista totalmente entregada a un concepto audaz que reivindica el derecho al deseo y el hedonismo durante los años más oscuros para la diversidad». De acuerdo con el periodista, con el pasar de los años se ha transformado en un «disco de culto y en una obra maestra maldita que no solo exponía su lado más prolífico como autora sino también supuso el acto más subversivo perpetrado por un artista mainstream en la historia del pop».

## Lista de canciones
| Erotica |                                                   |                                        |                   |          |  |
| N.º     | Título                                            | Escritor(es)                           | Productor(es)     | Duración |  |
| 1.      | «Erotica»                                         | Madonna Shep Pettibone Anthony Shimkin | Madonna Pettibone | 5:20     |  |
| 2.      | «Fever»                                           | John Davenport Eddie Cooley            | Madonna Pettibone | 5:00     |  |
| 3.      | «Bye Bye Baby»                                    | Madonna Pettibone Shimkin              | Madonna Pettibone | 3:55     |  |
| 4.      | «Deeper and Deeper»                               | Madonna Pettibone Shimkin              | Madonna Pettibone | 5:33     |  |
| 5.      | «Where Life Begins»                               | Madonna André Betts                    | Madonna Betts     | 5:57     |  |
| 6.      | «Bad Girl»                                        | Madonna Pettibone Shimkin              | Madonna Pettibone | 5:23     |  |
| 7.      | «Waiting»                                         | Madonna Betts                          | Madonna Betts     | 5:46     |  |
| 8.      | «Thief of Hearts»                                 | Madonna Pettibone Shimkin              | Madonna Pettibone | 4:51     |  |
| 9.      | «Words»                                           | Madonna Pettibone Shimkin              | Madonna Pettibone | 5:55     |  |
| 10.     | «Rain»                                            | Madonna Pettibone                      | Madonna Pettibone | 5:25     |  |
| 11.     | «Why's It So Hard»                                | Madonna Pettibone Shimkin              | Madonna Pettibone | 5:23     |  |
| 12.     | «In This Life»                                    | Madonna Pettibone                      | Madonna Pettibone | 6:25     |  |
| 13.     | «Did You Do It?» (con Mark Goodman y Dave Murphy) | Madonna Betts                          | Madonna Betts     | 4:54     |  |
| 14.     | «Secret Garden»                                   | Madonna Betts                          | Madonna Betts     | 5:32     |  |
| 75:24   |                                                   |                                        |                   |          |  |

Notas adicionales
- «Erotica» contiene un sample de «Jungle Boogie» de Kool & the Gang, bajo licencia de Polygram Special Markets, una división de Polygram Group Distribution, Inc., compuesta por R. Bell, C. Smith, R. Mickens, D. Boyce, R. Westfield, D. Thomas, R. Bell, G. Brown.[28] Se utilizó otro sample de «El Yom 'Ulliqa 'Ala Khashaba» de Fairuz, lo que condujo a una demanda, aunque fue solucionada fuera de la corte.[49][175]
- Anthony Shimkin fue oficialmente añadido por la ASCAP como coescritor de «Erotica», «Bye Bye Baby», «Deeper and Deeper», «Bad Girl», «Thief of Hearts», «Words» y «Why's It So Hard».[176] El folleto del álbum solo lo acredita como compositor en «Deeper and Deeper».[28]
- «Fever» contiene letras compuestas y adaptadas por la cantante Peggy Lee, quien permanece sin créditos por su contribución.[177]

### Formatos
- CD: versión explícita de catorce pistas, incluida «Did You Do It?». Esta versión viene con la etiqueta de Parental Advisory.[28]
- CD: versión limpia de trece pistas, sin «Did You Do It?».[24]
- CD Edición de colección: edición de colección digipak australiana publicada en 1993 para conmemorar la primera visita de Madonna a dicho país como parte de The Girlie Show World Tour. La versión explícita viene con catorce pistas, incluida «Did You Do It?».[178]
- Vinilo: versión limpia de trece pistas, sin «Did You Do It?».[179]
- Vinilo: versión explícita de catorce pistas, incluida «Did You Do It?». Viene con la etiqueta de Parental Advisory. En 2012, Warner Bros. Records volvió a publicar esta edición en 2012 con un número de catálogo distinto.[29]
- Casete: versión limpia de trece pistas, sin «Did You Do It?».[30]
- Casete compacto digital: versión explícita europea de catorce pistas, incluida «Did You Do It?». Viene con la etiqueta de Parental Advisory.[180]

## Posicionamiento en listas
| País (Lista 1992)                           | Mejor posición |
| ------------------------------------------- | -------------- |
| Alemania (Offizielle Deutsche Charts)       | 5              |
| Australia (ARIA)                            | 1              |
| Austria (Ö3 Austria)                        | 10             |
| Bélgica (IFPI)                              | 4              |
| Canadá (RPM Top 100 Albums)                 | 4              |
| Canadá (The Record)                         | 3              |
| Dinamarca (IFPI)                            | 2              |
| España (PROMUSICAE)                         | 5              |
| Estados Unidos (Billboard 200)              | 2              |
| Europa (European Top 100 Albums)            | 1              |
| Finlandia (Suomen virallinen lista)         | 1              |
| Francia (SNEP)                              | 1              |
| Grecia (Pop + Rock)                         | 3              |
| Hungría (Mahasz)                            | 15             |
| Irlanda (IFPI)                              | 5              |
| Italia (FIMI)                               | 2              |
| Japón (Music Labo Chart)                    | 4              |
| Noruega (VG-lista)                          | 11             |
| Nueva Zelanda (RMNZ)                        | 5              |
| Países Bajos (Stichting Nederlandse Top 40) | 8              |
| Países Bajos (Album Top 100)                | 13             |
| Portugal (AFP)                              | 6              |
| Reino Unido (UK Albums Chart)               | 2              |
| Sudáfrica (RiSA)                            | 28             |
| Suecia (Sverigetopplistan)                  | 6              |
| Suiza (Schweizer Hitparade)                 | 5              |

| País (Lista 1992-93)                | Posición |
| ----------------------------------- | -------- |
| Australia (ARIA)                    | 30       |
| Canadá (RPM Top 100 Albums)         | 71       |
| Estados Unidos (Billboard 200)      | 61       |
| Europa (European Top 100 Albums)    | 50       |
| Finlandia (Suomen virallinen lista) | 40       |
| Italia (FIMI)                       | 40       |

## Certificaciones
| País (organismo certificador) | Certificación | Unidades certificadas/ Ventas |
| ----------------------------- | ------------- | ----------------------------- |
| Alemania (BVMI)               | Oro           | 250 000                       |
| Argentina (CAPIF)             | Platino       | 60 000                        |
| Australia (ARIA)              | 3× Platino    | 210 000                       |
| Austria (IFPI Austria)        | Oro           | 25 000                        |
| Brasil (Pro-Música Brasil)    | Oro           | 100 000                       |
| Canadá (Music Canada)         | 2× Platino    | 200 000                       |
| España (PROMUSICAE)           | Platino       | 100 000                       |
| Estados Unidos (RIAA)         | 2× Platino    | 2 000                         |
| Francia                       | —             | 250 000                       |
| Japón (RIAJ)                  | 2x Platino    | 400 000                       |
| México                        | —             | 250 000                       |
| Países Bajos (NVPI)           | Oro           | 50 000                        |
| Reino Unido (BPI)             | 2× Platino    | 600 000                       |
| Sudáfrica (RiSA)              | Oro           | 25 000                        |
| Suiza (IFPI Suiza)            | Oro           | 25 000                        |
| Sumario                       |               |                               |
| Mundo                         | —             | 6 000                         |

## Créditos y personal
- Grabado en Mastermix Recording Studios y Soundworks (Nueva York).
- Masterizado en Sterling Sound (Nueva York).
- Dirección artística y diseño realizados en Baron & Baron Advertising.
- Maverick Recording Company. © 1992 Sire Records Company.

### Músicos
- Madonna: artista principal, voz
- Dave Murphy: artista invitado, voz
- Mark Goodman: artista invitado, voz
- André Betts: bajo, batería, teclado, piano, cuerdas, sintetizador, sintetizador de cuerdas
- Donna De Lory: coros
- Glenn Dicterow: guitarra
- Anton Fig: batería
- Niki Haris: coros
- Joey Moskowitz: batería, teclado
- Paul Pesco: guitarra
- Shep Pettibone: teclado
- James Preston: teclado, piano, sintetizador de cuerdas
- Jimmy Preston: piano
- Anthony Shimkin: coros, teclado
- Dan Wilensky: saxofón
- Doug Wimbish: bajo

### Composición y producción
- Madonna: composición, producción
- André Betts: composición, programación, programación de batería, producción.
- Eddie Cooley: composición
- John Davenport: composición
- Glenn Dicterow: director de orquesta
- Mike Farrell: ingeniería
- Mark Goodman: asistente de ingeniería
- Goh Hotoda: mezcla
- Ted Jensen: masterización
- George Karras: ingeniería, mezcla
- Jeremy Lubbock: arreglo, arreglo de cuerdas
- P. Dennis Mitchell: ingeniería
- Joey Moskowitz: programación
- Shep Pettibone: composición, producción, ingeniería, programación, secuencia
- Sander Selover: programación
- Anthony Shimkin: composición, programación, programación de batería, ingeniería, secuencia
- Emile Charlap: contratista

### Diseño
- Jane Brinton: coordinadora creativa
- Fabien Baron: director artístico, diseño
- Siung Fat Tjia: director artístico, diseño
- Steven Meisel: fotografía

Créditos adaptados de las notas del CD de Erotica y de Allmusic.